# Le Sourd

Le Sourd este o comună în departamentul Aisne din nordul Franței. În 1 ianuarie 2022 avea o populație de 166 de locuitori.